# Lincoln Ellsworth
Lincoln Ellsworth (Chicago, 12 maggio 1880 – New York, 26 maggio 1951) è stato un esploratore statunitense che si dedicò ai due poli, nonché importante benefattore dell'American Museum of Natural History.

## Biografia

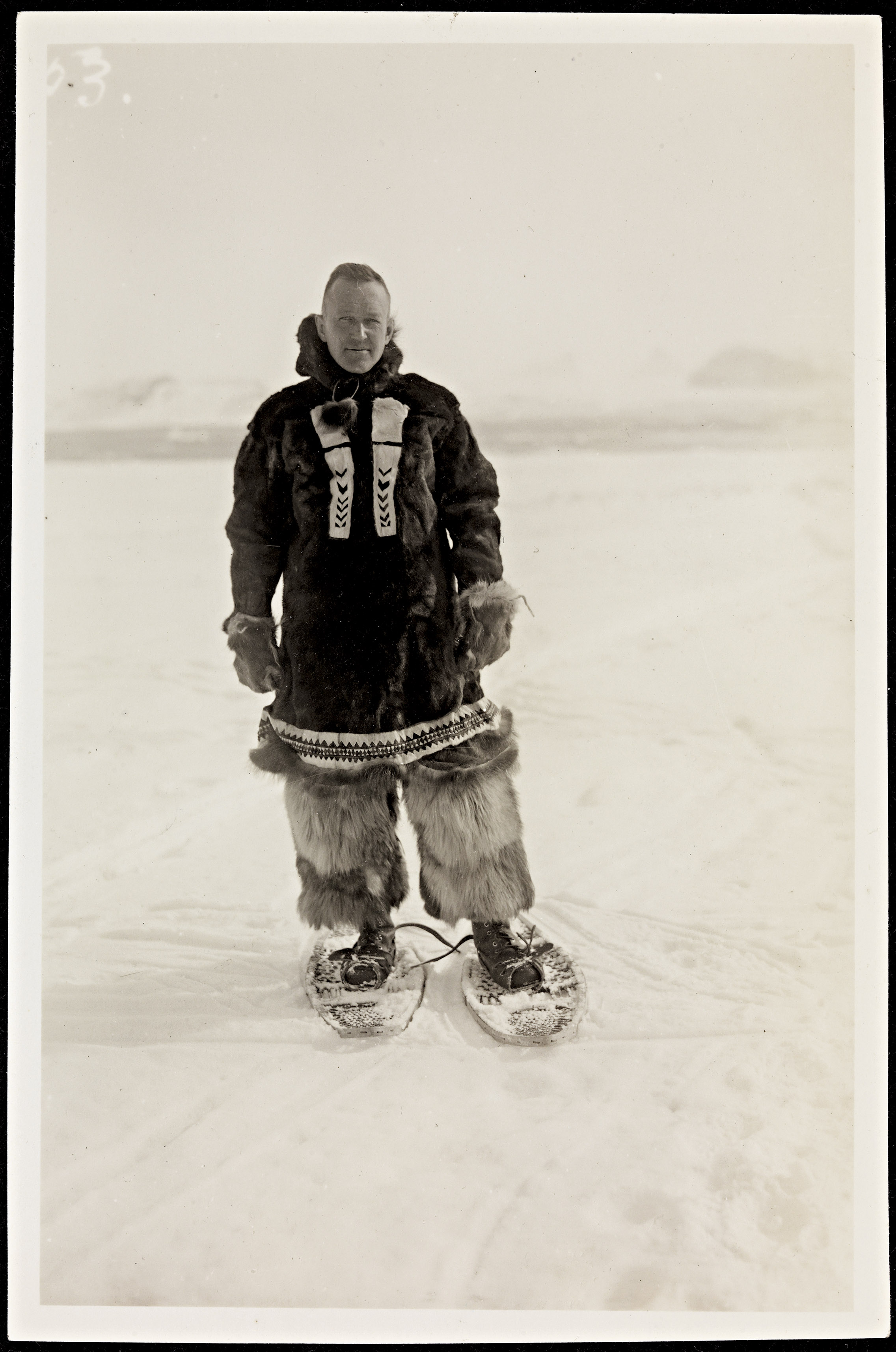
Lincoln Ellsworth con le racchette da neve

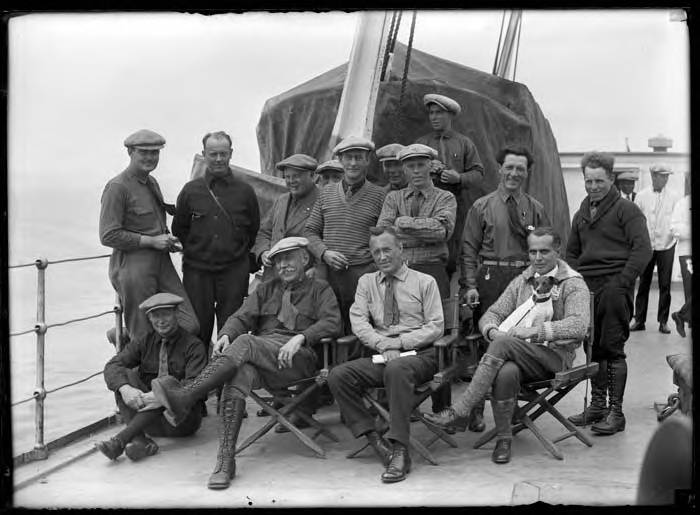
Ellsworth e l'equipaggio del Norge

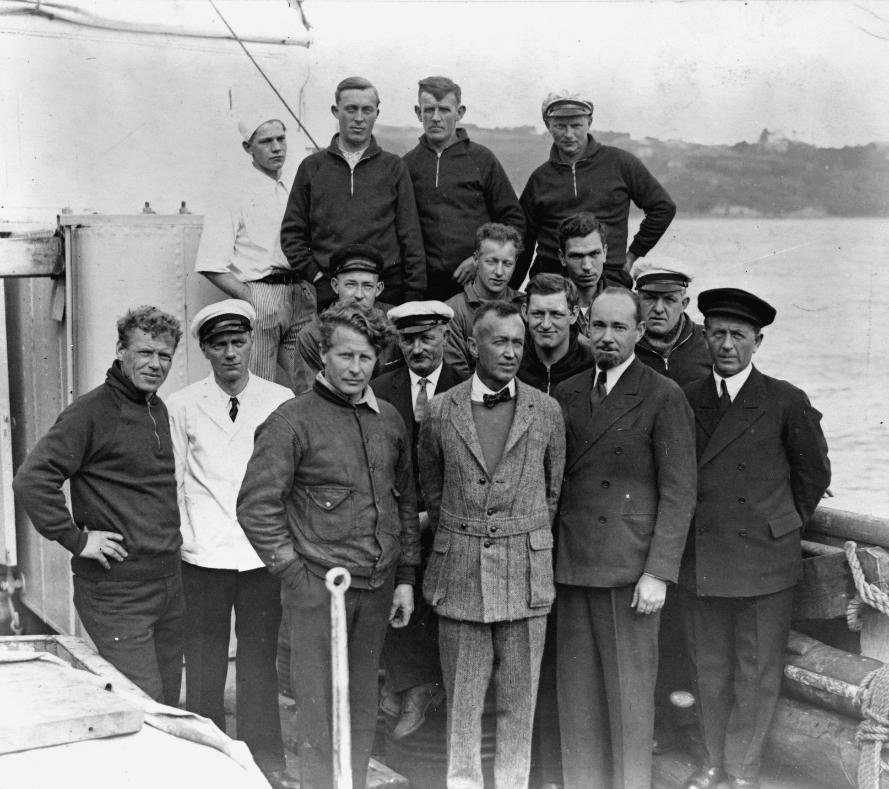
Membri della spedizione Ellsworth in Antartide, circa 1933. Lincoln Ellsworth è il terzo da destra nella fila in basso

Nacque il 12 maggio 1880 da James Ellsworth e Eva Frances Butler a Chicago, Illinois. Da bambino abitò anche a Hudson (Ohio) e frequentò la Western Reserve Academy.
Il padre di Lincoln Ellsworth, James, ricco industriale del carbone, spese 100 000 dollari per finanziare il tentativo del 1925 di Roald Amundsen di volare dalle isole Svalbard al polo nord. Due idrovolanti Dornier-Wal, l'N24 e l'N25, tentarono di raggiungere il polo nord il 21 maggio. Quando uno dei due perse potenza entrambi furono obbligati ad atterrare e, come risultato, si separarono. Ci vollero 3 giorni per l'equipaggio per riunirsi e 7 per decollare prima di poter rimettere l'N25 in aria 28 giorni dopo.
All'inizio del Marzo 1926, con il titolo di Across the Pole by Dirigible (Oltre il polo in dirigibile) il New York Times annunciò la spedizione Amundsen-Ellsworth.
Un lungo articolo dello stesso numero (scritto da Fitzhugh Green, uno dei colleghi di marina di Byrd) era intitolato "Massed Attack On Polar Region Begins Soon" (Un attacco di massa alla regione polare inizierà tra poco).
Ellsworth accompagnò Amundsen nel suo secondo tentativo di sorvolare il polo con il dirigibile Norge, progettato e pilotato dall'ingegnere italiano Umberto Nobile, nel volo da Svalbard all'Alaska. 
Alle ore 9:50 dell'11 Maggio 1926, il Dirigibile Norge decollò da Baia del Re. Il giorno successivo, il 12 Maggio fu rilevato il Polo Nord geografico, ed all'1:30 (GMT) vennero lanciate le 3 bandiere nazionali degli Stati che avevano contribuito alla spedizione: Norvegia, Stati Uniti ed Italia. 
Il volo proseguì Punta Barrow in Alaska. Fu la prima volta che l'area artica inesplorata veniva sorvolata, e questa si concluse nella località di Teller ove atterrarono alle 7:30 del 14 maggio. Il dirigibile aveva percorso 13 000 km in 170 ore circa (velocità media 76 km/h).
Ellsworth fece quattro tentativi in Antartide tra il 1933 ed il 1939, usando come base un'ex barca per aringhe norvegese che chiamò Wyatt Earp dal nome del suo eroe.
Il 23 novembre 1935 Ellsworth scoprì i monti Ellsworth in Antartide, effettuando un volo trans-antartico da Dundee Island alla barriera di Ross. Questi vennero denominati Sentinel Range, ma in seguito la metà settentrionale fu rinominata in Monti Ellsworth. 
Durante il volo il suo aeroplano terminò il carburante, obbligandolo ad un atterraggio nei pressi del campo di Little America fondato da Richard Byrd. A causa di un danno alla radio, lui ed il pilota Herbert Hollick-Kenyon non poterono avvisare le autorità dell'atterraggio. I due furono dichiarati dispersi e la nave di ricerca britannica Discovery salpò dalla Nuova Zelanda per una missione di ricerca. I due furono ritrovati il 16 gennaio 1936, dopo quasi due mesi di solitudine a Little America. Tornarono a New York il 6 aprile, e la loro nave di supporto, la MS Wyatt Earp, giunse due settimane dopo.

## Onorificenze
Nel 1928 Ellsworth fu insignito della medaglia d'oro del Congresso per i viaggi polari del 1925 e del 1926. Otto anni dopo, nel 1936, ricevette una seconda medaglia per "aver reclamato per conto degli Stati Uniti circa 350 000 miglia quadrate in Antartide e per le sue 2500 miglia di voli esplorativi nel cuore dell'
Antartide." È uno delle sole quattro persone ad aver ricevuto due medaglie d'oro del Congresso.
Monte Ellsworth e lago Ellsworth, entrambi in Antartide, prendono da lui il nome. La base antartica di Ellsworth Station prende da lui il nome.
La Hall of Lincoln Ellsworth presso la American Museum of Natural History è dedicata ai suoi viaggi artici ed antartici.
Nel 1927 i Boy Scouts of America nominarono Ellsworth Scout onorario, una nuova categoria di scout creata quello stesso anno. Questa onorificenza era data a "cittadini statunitensi le cui imprese nelle attività all'aperto, esplorazioni e utili avventure sono di carattere eccezionale tanto da catturare l'immaginazione dei ragazzi...". Gli altri diciotto uomini ad averla ottenuta sono: Roy Chapman Andrews, Robert Bartlett, Frederick Russell Burnham, Richard Evelyn Byrd, George Kruck Cherrie, James L. Clark, Merian C. Cooper, Louis Agassiz Fuertes, George Bird Grinnell, Charles Lindbergh, Donald Baxter MacMillan, Clifford H. Pope, George Palmer Putnam, Kermit Roosevelt, Carl Rungius, Stewart Edward White e Orville Wright. The Boy Scout's Book of True Adventure, Fourteen Honorary Scouts, pubblicato dalla G. P. Putnam's Sons a New York nel 1931 comprende il racconto "The First Crossing of the Polar Sea" di Lincoln Ellsworth. Lo United States Postal Service ha emesso un francobollo con la sua immagine. Le squadre sportive dell'high school di Hudson (Ohio) sono chiamate "The Explorers" (Gli esploratori) in onore di Ellsworth.